# Buckwild
Buckwild a właściwie Anthony Best (ur. w Bronx'ie, w stanie Nowy Jork) – amerykański producent muzyczny oraz DJ.

## Dyskografia
- Still Diggin' Composition EP (EP, 1998)
- Buckwild: Diggin' in the Crates (kompilacja, 2007)
- Nineteen Ninety Now (oraz Celph Titled, 2010)
- Buckwild Presents... (EP, 2010)
- Nineteen Ninety More (oraz Celph Titled, 2011)
- Silk Pyramids Extras EP (oraz Meyhem Lauren, EP, 2014)
- Silk Pyramids (oraz Meyhem Lauren, 2014)